# Unyamikumbi
Unyamikumbi ist ein Verwaltungsbezirk (englisch Ward) des Distrikts Singida (MC) in der tansanischen Region Singida.

## Geografie
Unyamikumbi ist ein Bezirk im nördlichen Zentralteil von Tansania im Südosten der Regionshauptstadt Singida. Bei der Volkszählung 2022 lebten 7081 Menschen in 1276 Haushalten auf einer Fläche von 42 Quadratkilometern.
Der Bezirk grenzt im Osten und im Süden an den Distrikt Ikungi, sonst an drei Bezirke des Distrikts Singida (MC):
| Mungumaji | Unyambwa                                    |       |
|           | Kompassrose, die auf Nachbargemeinden zeigt | Siuyu |
| Kisaki    | Mungaa                                      |       |

## Gliederung
Der Bezirk besteht aus vier Gemeinden (swahili Mtaa) mit 13 Orten (Kitongoji):
| Unyamikumbi A - Mitau - Ulihi - Utamaa - Mikuntyu - Ntunduu | Ughaugha A - Indora - Mankhau - Kinyalisu | Ughaugha B - Sahalu - Sundu - Masindiba - Makunyui - Lavas | Kihade |

## Wirtschaft und Infrastruktur
- Landwirtschaft: Ein wichtiges Anbauprodukt ist Fingerhirse.[8]
- Bildung: Im Bezirk gibt es zwei weiterführende Schulen.[9] Die Unyamikumbi Secondary School und die Mufumbu Secondary School sind staatliche Tagesschulen mit einer Ausbildung bis zur 4. Stufe.[10][11]
- Gesundheit: In den Gemeinden Unyamikumbi B[12] und Ughaugha A[13] liegt je eine staatliche Apotheke.